# Сирлс, Гарольд
Гарольд Фредерик Сирлс (англ. Harold Frederic Searles; 1 сентября 1918, Хэнкок — 18 ноября 2015) — один из пионеров психиатрии, специализировавшийся в лечении шизофрении при помощи психоанализа.

## Биография

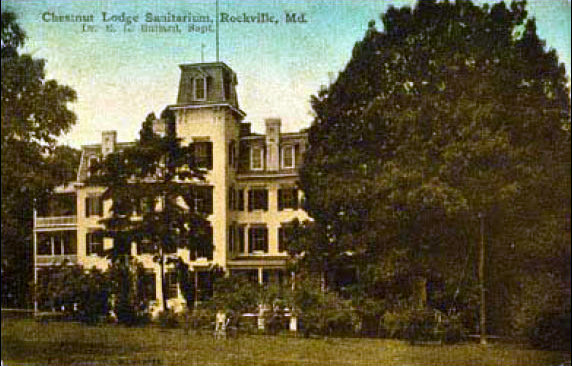
Больница Честнат Лодж, в которой 15 лет работал Гарольд Сирлс

Родился в маленькой деревне Хэнкок, расположенной в горах Катскилл вдоль реки Делавэр. Позже оно стало предметом множества воспоминаний, описанных в его первой книге англ. "The Nonhuman Environment".
Учился в Корнеллском университете и Гарвардской медицинской школе. Потом принимал участие во Второй мировой войне, служил в звании капитана. После окончания войны Гарольд Сирлс продолжил обучение в области психиатрии в частной психиатрической больнице Честнат Лодж в Роквилле (1949—1951), а потом — в Клинике психической гигиены администрации ветеранов в Вашингтоне (1951—1952). Всего в Честнат Лодж он работал в течение пятнадцати лет. Одной из его сотрудников была Фрида Фромм-Райхман, в философию лечения которой он внёс свой собственный вклад. Вместе с ней и Пао Пинне он подробно разбирал случаи отдельных больных, страдающих шизофренией.
Закончил свою частную практику в середине 1990-х в Вашингтоне, а в 1997 году переехал в Калифорнию, где жили оба его сына. О жене Сирлса, Сильвии, известно, что она работала медсестрой, когда они познакомились, потом стала социальным работником, и умерла в 2012, в возрасте 93 лет. После её смерти, он жил у своего младшего сына Дональда, лос-анджелесского юриста. Дочь Сирлса — актриса Сандра Дикинсон, живущая в Лондоне. Его старший сын — Дэвид Сирлс, журналист, пишущий о мотоциклах, живёт в Южной Калифорнии. У него осталось трое детей, пятеро внуков и восемь праправнуков.

## Достижения
Можно утверждать, что работы Гарольда Сирлса большей частью психоаналитической общественности не принимались во внимание до 1980-х годов, пока его радикальные взгляды на участие психоаналитика в контрпереносе не стали более общепринятыми. Тогда на его работы обратили внимание, большей частью, юнгианцы, связывая их с трудами К. Г. Юнга и работами другого аналитика, не принадлежавшего ни к одному из течений — Роберта Лангса.
Г. Сирлс также был связан с Д. В. Винникоттом и Г. Левальдом. Все они делали акцент на важность роли, которую играет в развитии психики внешняя среда.

### Контрперенос
Гарольда Сирлса выделяют как одного из первых исследователей потенциально полезной роли контрпереноса и применения психотерапевтом собственной личности в лечении.
В статье 1959 года англ. "Oedipal Love in the Countertransference" Сирлс писал, что он не только испытывал пигмалионскую любовь к своим пациентам по мере их выздоровления, но и рассказывал им о том, что он чувствовал. Он утверждал, что достижения в развитии пациентом чувства собственного достоинства в значительной степени зависят от того, что он (или она) чувствует способность вызвать такую же реакцию в ответ у психоаналитика. В связи с этой точкой зрения, его можно рассматривать как предшественника интерсубъективного подхода в психоанализе с его акцентом на самопроизвольном вовлечении терапевта в плане контрпереноса.
В своей более поздней работе 1975 года «Пациент как терапевт для своего аналитика» (англ. The Patient as Therapist to his Analyst) Гарольд Сирлс утверждает, что у каждого существует побуждение к исцелению — то, что психотерапевт формально раскрывает:

Одно из наиболее сильных врожденных стремлений человека, направленное на ближних и проявляющееся в самые первые годы и даже месяцы жизни, – это, собственно говоря, стремление к психотерапии. Крошечный процент людей, которые профессионально посвящают себя делу психоанализа […] как раз и служит явным проявлением склонности к терапии, свойственной всем людям.

Используя концепцию о том, что он называл «бессознательным терапевтическим стремлением», предшествовавшую возникшим гораздо позже рассуждениям о взаимодействии пациента и аналитика, Сирлс утверждал, что психическое заболевание связано с нарушением этого естественного стремления исцелять других. Следовательно, чтобы помочь пациенту, психотерапевт должен переживать на себе его психотерапевтическое воздействие.
В своей статье 1978—1979 годов англ. "Concerning Transference and Countertransference", Сирлс продолжил исследовать интерсубъективный подход, будучи убеждённым, что у всех пациентов есть способность «читать бессознательное» психотерапевта.

### О связях и отношениях
Гарольд Сирлс рассматривал шизофреническую личность как борющуюся с вопросом не столько как относиться, сколько стоит ли относиться и вступать во взаимодействие с другими людьми. В то же время он считал это всего лишь обострением конфликта, который был скрытым и может присутствовать у каждого человека.
Идеал Сирлса в межличностных отношениях в формулировке, которой он обязан Мартину Буберу, звучит как «зрелая форма бытия, состоящая из связей и отношений». Такая форма включает взаимоотношения без слияния, или потери личных границ.

### Попытка свести с ума другого
В статье 1959 года «Попытка свести с ума другого» (англ. The Effort to Drive the Other Person Crazy) Гарольд Сирлс исследовал шесть способов межличностных отношений, утверждая, что каждый из них стремится к тому, чтобы подорвать уверенность человека в его собственных эмоциональных реакциях и восприятии реальности. Среди этих способов были названы переключения на разные эмоциональные «волны» во время обсуждения одной и той же темы и обсуждение разных тем (вопрос жизни и смерти/рутина) с сохранением одной и той же «волны».
Такие попытки свести с ума часто применялись пациентами по отношению к психотерапевтам, которые были вынуждены терпеть их без применения ответных мер. Более того, Сирлс добавлял, что для психотерапевта было важно выдержать своё собственное желание убить пациента.
Как и много других статей о психоанализе начала и середины XX века, работа Гарольда Сирлса отображает более ранний вариант взглядов на гомосексуальность и транссексуальность, которые сейчас не являются общепринятыми в теории психоанализа. Каких бы устаревших взглядов он не придерживался, как и многие другие революционные авторы-психоаналитики, это, по словам психоаналитика Джонатана Славина, не уменьшает существенность вклада, который он сделал для пересмотра понимания взаимоотношений при психоаналитической терапии и их сложных процессов.

## Оценки
Льюис Арон, американский психоаналитик в предисловии к книге англ. "The Power of Countertransference" пишет:

«Гарольд Сирлс… один из наиболее важных предшественников психоанализа отношений и, возможно, один из наиболее значимых исследователей пользы контрпереноса и пользы собственной личности в психотерапии…».

Горацио Этчегойен, председатель Международной психоаналитической ассоциации говорил о Сирлсе, что он:

«не только великий аналитик, но также проницательный наблюдатель, и творческий и внимательный теоретик».

У Гарольда Сирлса была репутация терапевтического виртуоза при работе со сложными и «пограничными» пациентами.